# Hannah Mancini
Hannah Mancini (Los Angeles, 12 maart 1980) is een Amerikaans zangeres.

## Biografie
Hannah Mancini werd geboren te Los Angeles, maar verhuisde in 2006 naar Slovenië. Daar brak ze in 2011 door als zangeres door samen met DJ Sylvain en Mike Vale deel te nemen aan de EMA 2011, de Sloveense voorronde voor het Eurovisiesongfestival. Ze wisten de nationale preselectie echter niet te winnen.
Mancini werkte ook mee aan Disney-films
In 2013 werd ze door RTVSLO intern aangeduid om Slovenië te vertegenwoordigen op het Eurovisiesongfestival 2013, dat gehouden werd in het Zweedse Malmö, met het nummer Straight into love. Het lied belandde in de eerste halve finale op de laatste plaats en kon daardoor niet doorstoten naar de finale.
1993: 1X Band · 
1995: Darja Švajger · 
1996: Regina · 
1997: Tanja Ribič · 
1998: Vili Resnik · 
1999: Darja Švajger · 
2001: Nuša Derenda · 
2002: Sestre · 
2003: Karmen Stavec · 
2004: Platin · 
2005: Omar Naber · 
2006: Anžej Dežan · 
2007: Alenka Gotar · 
2008: Rebeka Dremelj · 
2009: Quartissimo feat. Martina · 
2010: Ansambel Žlindre & Kalamari · 
2011: Maja Keuc · 
2012: Eva Boto · 
2013: Hannah Mancini · 
2014: Tinkara Kovač · 
2015: Maraaya · 
2016: ManuElla · 
2017: Omar Naber · 
2018: Lea Sirk · 
2019: Zala Kralj & Gašper Šantl · 
2021: Ana Soklič · 
2022: LPS · 
2023: Joker Out · 
2024: Raiven · 
2025: Klemen
- International Standard Name Identifier: 0000 0004 6590 801X
- MusicBrainz: 6fa14323-e360-4cd8-8b8d-2724175114f4